# Тур-ан-Бессен
Тур-ан-Бессе́н (фр. Tour-en-Bessin) — коммуна во Франции, находится в регионе Нижняя Нормандия. Департамент коммуны — Кальвадос. Входит в состав кантона Тревьер. Округ коммуны — Байё.
Код INSEE коммуны — 14700.

## Население
Население коммуны на 2010 год составляло 590 человек.
| 1962 | 1968 | 1975 | 1982 | 1990 | 1999 | 2010 |
| ---- | ---- | ---- | ---- | ---- | ---- | ---- |
| 414  | 452  | 418  | 421  | 512  | 504  | 590  |

## Экономика
В 2010 году среди 408 человек трудоспособного возраста (15—64 лет) 305 были экономически активными, 103 — неактивными (показатель активности — 74,8 %, в 1999 году было 71,3 %). Из 305 активных жителей работали 280 человек (155 мужчин и 125 женщин), безработных было 25 (13 мужчин и 12 женщин). Среди 103 неактивных 36 человек были учениками или студентами, 52 — пенсионерами, 15 были неактивными по другим причинам.